# کارل کخ (کارگردان)
کارل کخ (انگلیسی: Carl Koch؛ ۳۰ ژوئیه ۱۸۹۲ – ۱ دسامبر ۱۹۶۳) کارگردان فیلم، فیلم‌نامه‌نویس و فیلم‌بردار اهل آلمان بود.
کخ یک مورخ هنر بود، و قبل از اینکه راینیگر را ملاقات کند، برای موزه‌ها فیلم‌هایی درباره تاریخ هنر و سایر موضوعات آموزشی ساخت. 
از فیلم‌هایی که وی در آن‌ها نقش داشته‌است، می‌توان به قاعده بازی، مارسی‌یز و ماجراهای شاهزاده احمد اشاره نمود.